# Antonio Pettigrew
Antonio Pettigrew (3. listopadu 1967, Macon, Georgie – 9. srpna 2010 Apex, Severní Karolína) byl americký atlet, který získal celkem čtyři zlaté medaile a jednu stříbrnou medaili na mistrovstvích světa v atletice a jednu zlatou medaili v na olympiádě v Sydney. V roce 2008 se přiznal k dopingu a čtyři zlaté medaile ze štafetových běhů na 4 × 400 m mu byly dodatečně odebrány.

## Sportovní úspěchy
Antonio Pettigrew už jako student úspěšně závodil v běhu na 400 metrů. Roku 1991 přišel jeho největší mezinárodní úspěch. Na Mistrovství světa v atletice 1991 v Tokiu získal dvě medaile. Zlatou medaili za vítězství v běhu na 400 metrů a stříbrnou medaili jako člen americké štafety 4 × 400 metrů. Jako člen štafety na 4 × 400 metrů získal zlaté medaile i na třech dalších mistrovstvích světa v atletice a také na olympiádě v Sydney. Tam se zviditelnil tím, že po vítězství štafety hodil své tretry Adidas mezi diváky.

## Dopingová aféra
V roce 2008 se Antonio Pettigrew v rámci soudního procesu s americkým trenérem Trevorem Grahamem přiznal k tomu, že používal doping. Ačkoli současná pravidla IAAF nedovolují zpětně měnit výsledky více než osm let po sportovní události, Pettigrew musel vrátit čtyři zlaté medaile z Mistrovství světa v atletice 1997, Mistrovství světa v atletice 1999, z Mistrovství světa v atletice 2001 i z Letních olympijských her 2000. Protože zlaté medaile získal jako člen americké štafety v běhu na 4 × 400 metrů, byla americká štafeta ve všech těchto případech dodatečně diskvalifikována. V roce 2008 mu byl též udělen dvouletý zákaz činnosti. A to i přesto, že už předtím ukončil kariéru a nezávodil. Zůstaly mu tedy jen dvě medaile, a to zlatá medaile z individuálního závodu v běhu na 400 metrů z Mistrovství světa v atletice 1991 a stříbrná medaile ze štafetového běhu na 4 × 400 metrů, získaná na tomtéž mistrovství.

## Poslední období života
V poslední době pracoval jako asistent trenéra na University of North Carolina at Chapel Hill. 10. srpna 2010 byl Antonio Pettigrew nalezen mrtev na zadním sedadle svého auta. Policie našla na místě prášky na spaní a podle pitevní zprávy spáchal sebevraždu předávkováním léky obsahujícími diphenhydramin.

## Osobní rekordy
| Trať  | Čas (sek.) | Rok  |
| ----- | ---------- | ---- |
| 100 m | 10,42      | 1994 |
| 200 m | 20,38      | 1994 |
| 300 m | 32,33      | 1989 |
| 400 m | 44,27      | 1989 |

- Zdroj.[1]